# Spolni ud
Spolni ud ili penis (iz lat.) je muški vanjski erektilni spolni organ koji služi za reprodukciju i mokrenje.

## Spolni ud čovjeka
Kroz spolni ud mokraćnom cijevi iz mokraćnog mjehura izlazi mokraća i nalazi se završni dio sjemenovodnih putova kojima spermiji tijekom spolnog odnosa stižu u rodnicu. Kod male djece je nerazvijen i s vremenom se povećava, a uobličava tijekom puberteta Prosječna veličina penisa odraslog muškarca u mirovanju je 6 do 10 cm, ali maksimalna rastezljivost je vrlo raznolika. Tako npr. za bijelu rasu prosječna veličina spolnog uda u erekciji iznosi 9 do 19 cm, odnosno prosječna rastezljivost je 14,5 cm, promjer 4 cm, a opseg na korijenu penisa 12 cm. Kod muškaraca crne rase ligament koji podržava spolni ud (u visini stidne kosti) labaviji je nego kod bijele rase, pa je položaj spolnog uda tijekom erekcije vodoravniji. Kod muškaraca bijele rase taj je ligament čvršći pa je spolni ud pod oštrim kutom u odnosu na trbuh, što neznatno skraćuje njegovu dužinu. Iznimno kod nekih muškaraca spolni ud u erekciji može dosegnuti i 25 – 27 cm, tada je riječ o makrofaliji, a u literaturi je zabilježena i veličina od 35 cm, ali bez objašnjenja da li se radi o patološkoj pojavi. Muškarci za vrijeme spolnog uzbuđenja uz dva usklađena neovisna refleksa ostvaruju pražnjenje (emisiju) i potom brizganje sjemena (ejakulaciju), a mišićna stezanja u spolnom udu redovito prati svjesni osebujni doživljaj orgazma. Kirurško, zračenjem ili hormonima odstranjivanje spolnih žlijezda (testisa) naziva se kastracija, a potpuno uklanjanje penisa naziva se penektomija.
1. mokraćni mjehur
2. zdjelična kost
3. penis
4. corpus cavernosum (spužvasto tkivo)
5. penis glans (glavić)
6. prepucij
7. uretra (mokraćna cijev)
8. debelo crijevo
9. rektum
10. sjemene vrećice
11. sjemenovod
12. prostata
13. Cowperova žlijezda
14. anus
15. sjemenovod
16. pasjemenik
17. sjemenik
18. mošnja

## Spolni udovi životinja
- Većini tobolčara, osim u dvije vrste klokana, spolni ud se grana u dva kraka, tako da te vrste efektivno imaju dva spolna uda. Ženke im imaju dvije vagine.

- Najveći spolni ud, u apsolutnim mjerama, imaju plavi kitovi; duljine je preko dva metra.

## Vanjske poveznice
- The Icelandic Phallological Museum Islandski falološki muzej, sadrži zbirku od preko 150 penisa kopnenih i morskih životinja koje obitavaju na Islandu
- Normal Penile Anatomy and Abnormal Penile Conditions: Evaluation with MR Imaging
- Normal Penile Anatomy and Abnormal Penile Conditions: Evaluation with MR Imaging